# Сахаси, Тосихико
Тосихико Сахаси (яп. 佐橋 俊彦 Сахаси Тосихико, род. 12 ноября 1959, Токио, Япония)  — японский композитор. Окончил Токийский национальный университет изобразительных искусств и музыки в 1986 году. Сахаси пишет музыку для различных аниме сериалов (а также для OVA, фильмов и CD драм), видеоигр, фильмов, драм и мюзиклов. Его работы включают саундтреки для «Zipang», «Ghost Sweeper Mikami», «Mobile Suit Gundam SEED», «Mobile Suit Gundam SEED Destiny», «Gunslinger Girl», «Black Blood Brothers», «Seijuu Sentai Gingaman», «Kamen Rider Kuuga», «Kamen Rider Agito», «Kamen Rider Hibiki», «Kamen Rider Den-O», «Full Metal Panic!», «Hunter × Hunter», «Simoun», «Reborn!»; также он написал музыку ко всем трём аниме серии Saint Seiya. Вместе с Лондонским симфоническим оркестром он выпустил выпущены два симфонических альбома, состоящих из композиций «Gundam SEED» и «Gundam SEED Destiny». К 30-летию франшизы «Mobile Suit Gundam» он снова сотрудничал с Лондонским симфоническим оркестром для создания еще одного симфонического музыкального альбома. 
Его стиль — в основном симфонический и классический (иногда джаз и танго). В его работах часто используются композиционные приёмы, а также гармонии, такие, как фуга. Он также использует клавишные инструменты для создания более сентиментальных саундтреков. 

## Саундтреки
- Akazukin Chacha (TV)
- Angel Links (TV)
- The Big O (TV)
- Black Blood Brothers (TV)
- Blue Stinger (VG)
- Burn-Up Scramble (TV)
- Capeta (TV)
- Carried by the Wind: Tsukikage Ran (TV)
- Cooking Papa (TV)
- Cosprayers (TV)
- Cutie Honey Flash (TV)
- Element Hunters (TV)
- Fatal Fury 2: The New Battle (TV)
- Fatal Fury: Legend of the Hungry Wolf (TV)
- Fatal Fury: The Motion Picture
- Full Metal Panic! (TV)
- Full Metal Panic! Invisible Victory (TV)
- Full Metal Panic! The Second Raid (OVA)
- Full Metal Panic! The Second Raid (TV)
- Full Metal Panic? Fumoffu (TV)
- Future GPX Cyber Formula Saga (OVA)
- Future GPX Cyber Formula SIN (OVA)
- Gear Fighter Dendoh (TV)
- Gekisou Sentai Carranger (Игровой TV-сериал)
- Genji Tsūshin Agedama (TV)
- Ghost Sweeper Mikami (TV)
- Gunslinger Girl (TV)
- Haō Taikei Ryū Knight (TV)
- Haō Taikei Ryū Knight: Adeu's Legend (OVA)
- Haō Taikei Ryū Knight: Adeu's Legend II (OVA)
- Haō Taikei Ryū Knight: Adeu's Legend Final - Onsen Dungeon no Kettō (OVA)
- Hit o Nerae! (TV)
- Hunter × Hunter (TV)
- Hunter × Hunter (OVA)
- Hunter × Hunter: Greed Island (OVA)
- Hunter × Hunter: G.I. Final (OVA)
- Kamen Rider Agito (Игровой TV-сериал)
- Kamen Rider Den-O (Игровой TV-сериал)
- Kamen Rider Kuuga (Игровой TV-сериал)
- Kamen Rider Hibiki (Игровой TV-сериал)
- Kamen Rider Zi-O (Игровой TV-сериал)
- Kishin Corps (OAV)
- Kochira Katsushika-ku Kameari Kōen-mae Hashutsujo (TV)
- Kochira Katsushika-ku Kameari Kōen-mae Hashutsujo: The Movie
- Legend of Crystania (OVA)
- Love Love? (TV)
- Magic Knight Rayearth (OVA)
- Majin And The Forsaken Kingdom
- Mashin Hero Wataru (TV)
- Mobile Suit Gundam SEED (TV)
- Mobile Suit Gundam SEED: Special Edition (OVA)
- Mobile Suit Gundam SEED Destiny (TV)
- Mobile Suit Gundam SEED Destiny: Special Edition (OVA)
- Reborn! (TV)
- Rizelmine (TV)
- Sacred Seven (TV)
- Saint Seiya: Saintia Shō (TV)
- Saint Seiya: Soul of Gold (ONA)
- Saint Seiya Omega (TV)
- Seijuu Sentai Gingaman (Игровой TV-сериал)
- Simoun (TV)
- Steel Angel Kurumi (TV)
- Steel Angel Kurumi 2 (TV)
- Steel Angel Kurumi Encore (OVA)
- Steel Angel Kurumi Pure (Игровой TV-сериал)
- Steel Angel Kurumi Zero (OVA)
- Superior Ultraman 8 Brothers (Фильм)
- The Cosmopolitan Prayers (TV)
- Tomica Hero: Rescue Fire (TV)
- Ultraman: The Ultimate Hero (Игровой TV-сериал)
- Ultraman Gaia (live-action TV)
- Ultraman Mebius (live-action TV)
- Ultraman Mebius & Ultraman Brothers (Фильм)
- Ultra Galaxy Mega Monster Battle (Игровой TV-сериал)
- Vampiyan Kids (TV)
- Whistle! (TV)
- Zipang (TV)
- Zyuden Sentai Kyoryuger (Игровой TV-сериал)